# Oceanapia imperfecta
Oceanapia imperfecta är en svampdjursart som beskrevs av Arthur Dendy 1895. Oceanapia imperfecta ingår i släktet Oceanapia och familjen Phloeodictyidae. Inga underarter finns listade i Catalogue of Life.